# Студент (бронепоезд)
«Студент» — лёгкий бронепоезд Белого движения во время гражданской войны 1917—1922 годов в России. Принадлежал Вооруженным силам Юга России.
Был сформирован 24 сентября 1919 года в Киеве как броневспомогательный поезд № 7. Подчинялся 2-му железнодорожному батальону. До февраля 1920 года носил имя «Желбат-1». В феврале 1920 года был переименован в «Студент». Экипаж поезда состоял из 6 офицеров и 60 вольноопределяющихся, в основном — студентов. Командир — поручик Шимкевич.
Бронепоезд «Студент» состоял из бронеплощадки с одним отсеком и бронеплощадки с 7-ю пулемётами. Участвовал в боевых действиях с октября 1919 года на железнодорожной линии Чернигов—Ичня. 24 февраля 1920 года во время отступления белых войск в направлении Крыма бронепоезд был подбит «красными» перед мостом через залив Сиваш. Одна бронеплощадка бронепоезда «Студент» и его экипаж были переданы бронепоезду «Слава Кубани».